# Emanoil Petruț
Emanoil Petruț (n. 8 februarie 1932, Mărășești – d. 8 august 1983, București) a fost un actor român de film, radio, teatru, televiziune și voce.

## Biografie
Emanoil Petruț a copilărit și a urmat studiile generale în orașul natal, Mărășești, iar studii liceale la Focșani, unde  interpretează  “roluri de compoziție” pe scena teatrului “Pastia”. La 12 ani, la Focșani, ca elev, face parte dintr-o trupă de teatru de amatori al cărei animator și regizor era judecătorul Gheorghe Ghenuchi care, îl și sfătuiește să se facă actor. După un spectacol, pe scena Teatrului „Pastia” susținut la matineu, George Vraca l-a sfătuit, ca și judecătorul Ghenuchi, să se facă actor. În 1948 este trimis, pe cheltuiala orașului Mărășești, la Facultatea de Teatru din Iași, după primul an transferându-se la Institutul de Artă Teatrală și Cinematografie din București, pe care îl absolvă în 1953.
Debutează în film în 1951 (În sat la noi, regia Jean Georgescu) și în teatru în 1952 (cu trei roluri în Nepoții gornistului, pentru care primește Premiul de Stat). Între 1953 și 1957 joacă pe scena Teatrului “ Nottara”, apoi pe cea a Teatrului Național, unde se și angajează. În cei 18 ani de activitate scenică pe scena Teatrului Național București, interpretează peste 100 de roluri, cele mai multe principale, personajul Arbore din Apus de soare de Delavrancea,  Nehludov din Învierea de Lev Tolstoi, Torvald din Nora de Ibsen, Răzvan din Răzvan și Vidra de B. P. Hașdeu și altele.
În film, realizează  cu precădere partituri  istorice, pe care le interpretează cu distincție și intuiția exactă  a psihologiei  personajului. În 1964 primește Premiul Festivalului Cinematografic de la Mamaia pentru filmul Tudor (r. Lucian Bratu)  iar  în 1971, premiul  ACIN pentru  filmul Frații (r. Gică Gheorghe, Mircea Moldovan).
Cu un timbru inconfundabil de un mare dramatism a ajuns să fie vocea lui Decebal sau a lui Mihai Viteazul în filme istorice de mare succes semnate de Sergiu Nicolaescu.
A fost căsătorit cu Catinca Ralea, personalitate culturală remarcabilă, fata academicianului Mihai Ralea.

## Distincții
- Ordinul Muncii clasa a III-a (10 august 1964) „pentru merite deosebite în opera de construire a socialismului, cu prilejul celei de a XX-a aniversări a eliberării patriei”[5]
- Ordinul Meritul Cultural clasa a III-a (6 noiembrie 1967) „pentru merite deosebite în domeniul artei dramatice”[6]
- Ordinul Meritul Cultural clasa a II-a (1971) „pentru merite deosebite în opera de construire a socialismului, cu prilejul aniversării a 50 de ani de la constituirea Partidului Comunist Român”[7]

## Filmografie
- Brigada lui Ionuț (1954)
- Alarmă în munți (1955)
- Cu fata spre public (1956)
- Secretul cifrului (1960)
- Porto-Franco (1961)
- Codin (1963) - dublaj de voce
- Tudor (1963)
- Merii sălbatici (1964)
- Amintiri din copilărie (1965)
- Sărutul (1965)
- Runda 6 (1965)
- Amprenta (1967)
- Dacii (1967) - dublaj de voce
- Răpirea fecioarelor (1968)
- Răzbunarea haiducilor (1968)
- Lupta pentru Roma I (1968) - coproducție RFG/România/Italia
- Lupta pentru Roma II (1969) - coproducție RFG/România/Italia
- Tinerețe fără bătrînețe (1969)
- Mihai Viteazul (1971) - dublaj de voce
- Frații (1971)
- Decolarea (1971)
- Cu mîinile curate (1972)
- Ciprian Porumbescu (1973)
- Aventurile lui Babușcă (1973)
- Parașutiștii (1973)
- Trecătoarele iubiri (1974)
- Trei scrisori secrete (1974)
- Frații Jderi (1974)
- Agentul straniu (1974)
- De bună voie și nesilit de nimeni (1974)
- Ștefan cel Mare - Vaslui 1475 (1975)
- Evadarea (1975)
- Cantemir (1975)
- Mușchetarul român (1975)
- Patima (1975)
- Alexandra și infernul (1975)
- Alarmă în Deltă (1976)
- Oaspeți de seară (1976)
- Războiul independenței (Serial TV) (1977)
- Severino (1978), regia Claus Dobberke
- Aurel Vlaicu (1978)
- Pentru patrie (1978)
- Revanșa (1978)
- Vlad Țepeș (1979)
- Clipa (1979)
- Ultima frontieră a morții (1979)
- Burebista (1980)
- Lumina palidă a durerii (1980)
- Iancu Jianu zapciul (1981)
- Iancu Jianu haiducul (1981)
- Liniștea din adîncuri (1982)
- Întunericul alb (1982)
- Femeia din Ursa Mare (1982)
- Cucerirea Angliei (1982)
- Plecarea Vlașinilor (1983)
- Întoarcerea Vlașinilor (1984)
- Racheta albă (1984) - serial TV
- Carol I - Un destin pentru România (2009)

Printre partenerii de filme îi găsim pe Geo Barton, Simona Bondoc, George Vraca, Alexandru Giugaru, Ștefan Ciubotărașu, Toma Caragiu, Olga Tudorache, George Calboreanu, Ștefan Mihăilescu-Brăila , Liviu Ciulei , Monica Ghiuță, Cornel Coman, Mircea Albulescu, Silviu Stănculescu, Ion Marinescu, Ileana Popovici, Marga Barbu, Amza Pellea, Florin Piersic, Vlad Rădescu, Sebastian Papaiani, George Constantin etc.